# Sornfelli
Sornfelli er et bjergplateau på Streymoy i Færøerne ca. 12 km fra hovedstaden Tórshavn (20 km ad landevejen). Der ligger en forhenværende militær radarstation 725 m over havets overflade. Her ligger også en meteorologisk station. Efter et års diskussion, aftalte regeringerne i Færøerne og Danmark i Juni 2022 at genopstille en radar på toppen.
Fra Tórshavn kan man køre via bjergvejen "Oyggjarvegin" til Sornfelli-plateaut. Der er offentlig adgang til Sornfelli-plateaut, men ikke de sidste 200 m til radarbasen.
- Radarbasen
- Sornfelli 749 m
- Sornfelli plateauet
- Sornfelli plateauet